# 北河乡
北河乡，是中华人民共和国河北省石家庄市行唐县下辖的一个乡镇级行政单位。

## 行政区划
北河乡下辖以下地区：
北河村、南河村、龙兴庄村、井凹村、朱家庄村、安家峪村、东科头村、西科头村和水泉村。